# La Main sur le cœur
 (juin 2020).
Si vous disposez d'ouvrages ou d'articles de référence ou si vous connaissez des sites web de qualité traitant du thème abordé ici, merci de compléter l'article en donnant les références utiles à sa vérifiabilité et en les liant à la section « Notes et références ».
Albums de Sinik
Sang froid
(2006)
La main sur le cœur est le premier album studio du rappeur Sinik, sorti le 25 janvier 2005.
Malgré le fait qu'il s'agisse d'un album très personnel d'un artiste alors peu connu, l'album est un énorme succès, devenant disque de platine avec plus de 200 000 exemplaires vendus, atteignant davantage que 250 000 selon Radio France internationale.

## Liste des titres
Les titres de cet album sont :
1. Une époque formidable (Enterprise)
2. 2 victimes / Un coupable (Skread)
3. Mots pour maux (Enterprise)
4. Viens (Enterprise)
5. Men in block (DJ Flow) (uu S.I.N.I.K dans l'édition limitée)
6. Rêves et cauchemars (Sixtematik/Enterprise)
7. D 3.3.2. (Banque De Sons)
8. Le même sang (feat. Diam's) (Sayd Des Mureaux)
9. Sombre (Tyran)
10. Règlement extérieur (Sr Prods/Sratchs Jay)
11. Rue du paradis (Enterprise)
12. Pardonnez-moi (feat. Zoxea) (Zoxea)
13. 100 mesures de haines (Morceau caché : Soldat du béton : 2.6.Hall [Groupe Sinik] feat. Mana Maz) (Sr Prods)
14. Cœur de pierre (XLR/Enterprise)
15. L'assassin (Bonus track)
16. Dis-leur 2 ma part (Bonus track)

## Clips
- 2004 : L'assassin
- 2005 : Le même sang
- 2005 : Une époque formidable
- 2005 : Cœur de pierre